# Замок Ругна (книга)
«Замок Ругна»(англ. Castle Roogna) — третья книга Пирса Энтони из серии романов о волшебном мире Ксанф.

## Сюжет
Дор, двенадцатилетний сын Бинка, волшебник и наследник престола Ксанфа. Чтобы он приобрёл необходимый опыт, король Ксанфа Трент отправляет его в путешествие на 800 лет назад в прошлое. Дор должен добыть оживляющий эликсир для своего друга-зомби: ведь только этот эликсир может превратить зомби в человека. Перенесясь в прошлое с помощью волшебного гобелена, юноша попадёт в тело варвара из Обыкновении. В те времена, когда Замок Ругна ещё строился, Дор встречает гигантского паука Прыгуна, знакомится с девушкой Милли, Повелителем Зомби и другими волшебниками того времени.

## Другие книги серии
- Чары для Хамелеоши
- Источник Магии
- Волшебный Коридор
- Огр! Огр!
- Кобылка-Страшилка
- Дракон на Пьедестале
- Жгучая Ложь
- Голем в оковах
- Долина Прокопиев
- Небесное Сольдо
- Искатель Искомого
- Мерфи из Обыкновении
- Взрослые Тайны
- Цвета её Тайны
- Демоны не спят
- Проклятье Горгулия
- Суд над Роксаной
- Злобный Ветер